# Satralizumab
Il satralizumab, noto anche con il nome commerciale di Enspryng, è un anticorpo monoclonale umanizzato impiegato nel trattamento della neuromielite ottica, una rara malattia autoimmune. Il farmaco è prodotto dalla Chugai Pharmaceuticals, una succursale di Hoffmann-La Roche.

## Uso
Il satralizumab è indicato negli adulti affetti da neuromielite ottica che siano risultati positivi alla presenza dell'anticorpo anti-acquaporina 4 (AQP4). Andando a inibire il legame che l'AQP4 forma con l'acquaporina, il satralizumab impedisce la reazione infiammatoria a catena che coinvolge molte componenti del sistema immunitario ed è alla base dei danni al sistema nervoso centrale connessi alla patologia.
Più specificamente, il satralizumab ha affinità per il recettore per l'interleuchina 6; quest'ultima è un'importante mediatrice dei processi infiammatori. Bloccandone l'attivazione, la reazione infiammatoria viene indebolita.
Gli effetti collaterali dell'assunzione del satralizumab più comunemente osservati sono raffreddore, cefalea, infezioni delle alte vie respiratorie, gastrite, rash cutaneo, artralgie, dolori alle estremità, astenia e nausea.

## Efficacia
La Food and Drug Administration ha approvato l'uso del satralizumab negli Stati Uniti basandosi sulle evidenze di due studi clinici coinvolgenti, complessivamente, 116 pazienti affetti dalla neuromielite ottica (detta anche malattia di Devic) che risultavano positivi alla presenza dell'anticorpo anti-acquaporina 4 (AQP4). La sperimentazione clinica è stata condotta in 62 siti differenti tra Stati Uniti, Canada, Europa e Asia. I partecipanti hanno ricevuto, randomicamente e in modalità a doppio cieco, il satralizumab oppure un placebo. Nel secondo dei due studi, tutti i partecipanti hanno continuato ad assumere la loro terapia immunosoppressiva di base. L'efficacia del satralizumab è stata valutata calcolando il tempo medio tra l'inizio della somministrazione dell'anticorpo e la prima recrudescenza sintomatica della malattia di Devic, comparandolo con il tempo medio intercorrente tra l'inizio della somministrazione del placebo e il primo attacco di neuromielite.
Nei pazienti con neuromielite ottica senza la presenza dell'anticorpo anti-acquaporina 4, l'assunzione del satralizumab non ha dimostrato effetti benefici se comparata alla somministrazione del placebo.